# 巴雷罗斯
巴雷罗斯，是西班牙加利西亚自治区卢戈省的一个市镇。 总面积72平方公里，总人口3346人（2001年），人口密度46人/平方公里。